# 펠리사 로즈

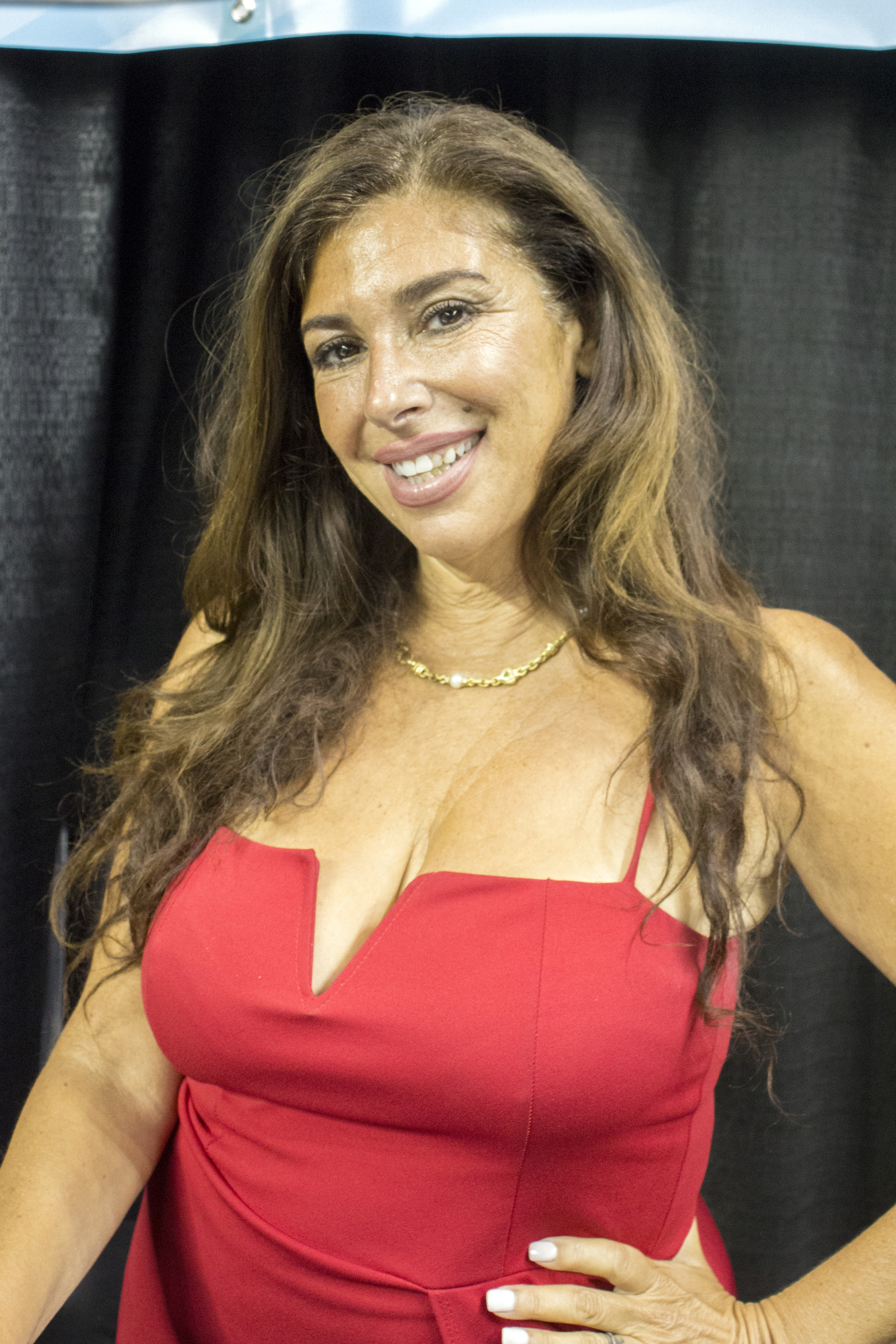

펄리사 로즈(Felissa Rose, 영어 발음: /fəˈlɪsə/, 1969년 5월 23일~)는 미국의 배우이다. 그리니치빌리지에서 태어났다.

## 영화
- 테러 라이브: 싸이코패스(2016년)
- 엑소시스트: 사탄의 부활(2016년)
- 좀비 킬러스: 엘리펀츠 그레이브야드(2015년)
- 닥터 킬러 패밀리(2015년)
- 캠프 드레드(2014년)
- 데빌 인사이드 : 악령의 집(2013년)
- 데드 엔드(2013년) - 메리데스 역
- 몬도 홀로커스토!(2013년) - 파비아나 역
- 사일런트 나이트, 좀비 나이트(2009년)
- 데스티네이션 페임(2009년)
- 제이슨이었던 이름의 남자: 13일의 금요일 30년(2009년) - 본인 역
- 리턴 투 슬리퍼웨이 캠프(2008년)
- 싸이코 슬립오버(2008년)
- 스러즈(2007년) - 산드라 역
- 사탄스 플레이그라운드 (2006년)
- 이블 에버 에프터(2006년)
- 슬래셔 영화의 흥망성쇠(2006년)
- 세러브럴 프린트: 더 시크릿 파일(2005년) - 캐롤린/티파니 역
- 니코스(2003년)
- 호러(2002년)
- 슬리퍼웨이 캠프(1983년)